# برايان هاس
برايان هاس (بالإنجليزية: Brian Haas)‏ هو عازف جاز وعازف بيانو أمريكي، ولد في 18 مارس 1974 في كانساس سيتي في الولايات المتحدة.

## وصلات خارجية
- برايان هاس على موقع ميوزك برينز (الإنجليزية)
- برايان هاس على موقع ديسكوغز (الإنجليزية)